# Ronald Waterreus
Ronald Katarina Martinus Waterreus (Leimers, 1970. augusztus 25.) holland válogatott labdarúgó, aki kapusként tevékenykedett. A PSV Eindhoven csapatánál töltötte karrierje legnagyobb részét. Hazáján kívül megfordult a Manchester City FC, a Rangers FC és a New York Red Bulls csapatánál.

## Pályafutása

### Klubcsapatok
Pályafutását 1992-ben a Roda JC csapatánál kezdte, miután az akadémiáról kikerült. 1994-ben csatlakozott a PSV Eindhoven csapatához, ahol hamar kezdő kapus lett. A válogatottba is innen hívták be.
10 szezonon keresztül volt a PSV első számú kapusa, majd az angol Manchester City FC-be szerződött egy szezonra. 2005-ben a skót Rangers FC-be igazolt a sérült Stefan Klos helyére, de hamar az első számú kapussá vált. Részese volt a klub "történelmi" 2005–2006-os UEFA-bajnokok ligája szereplésnek, ahol a csoportkörből tovább jutottak, ez volt a klub történelmében az első alkalom. 2006. június 7-én elhagyta a Rangerst, miután nem sikerült megegyezniük az új szerződésről.
2006. december 4-én egy rövid távú szerződést írt alá az Alkmaar csapatához, helyettesíteni a sérült Joey Didulica-t és Khalid Sinouh-t a decemberi hónapban. 2007 januárjában elhagyta a klubot és megegyezett az amerikai New York Red Bulls csapatával, majd innen az Major League Soccer-ből vonult vissza, még ebben az évben.

### Válogatott
Tagja volt a 2004-es labdarúgó-Európa-bajnokságon részt vevő nemzeti csapatnak is, de pályára nem lépett. Összesen 7 alkalommal húzta magára a címeres mezt.

## Sikerei, díjai
- Holland bajnok: 1997, 2000, 2001, 2003
- Holland kupa győztes: 1996
- Johan Cruijff Schaal: 1996, 1997, 1998, 2000, 2001, 2003
- Skót bajnok: 2005
- Skót kupa: 2005
- Év Holland kapusa: 2001